# Saidate
Saidate (àrab: السعيدات, as-Saʿīdāt; amazic estàndard marroquí: ⵙⵄⵉⴷⴰⵜ, Sℇidat) és una comuna rural de la província de Chichaoua, a la regió de Marràqueix-Safi, al Marroc. Segons el cens de 2014 tenia una població total de 6.427 persones.